# Mary Glynne
Mary Glynne (25 de enero de 1895 – 19 de septiembre de 1954) fue una actriz teatral y cinematográfica de nacionalidad británica.

## Biografía
Nacida en Penarth, Gales, su verdadero nombre era Mary Aitken.  
Inició su carrera artística en 1908, actuando en una obra teatral titulada The Dairymaids, representada en el Teatro Princes de Mánchester. Un mes más tarde representó la misma obra en el Queen's de Londres. Tras participar en numerosos éxitos llevados a escena en teatros del West End, Glynne viajó en gira por el país y, más adelante, por Sudáfrica. Con respecto a su trabajo cinematográfico, actuó en un total de 24 películas entre 1919 y 1939.
Mary Glynne estuvo casada con el actor Dennis Neilson-Terry, fallecido en Rodesia, actual Zimbabue, en 1932.
El matrimonio tuvo una hija, Hazel Terry. 
Glynne falleció en Londres, Inglaterra, en 1954.

## Selección de su filmografía
- Unmarried (1920)
- The Call of Youth (1921)
- Appearances (1921)
- The Mystery Road (1921)
- The Princess of New York (1921)
- Dangerous Lies (1921)
- The Bonnie Brier Bush (1921)
- The Good Companions (1933)
- Flat Number Three (1934)
- Scrooge (1935)
- Royal Cavalcade (1935)
- The Angelus (1937)